# Paspalum paniculatum
Espèce
Paspalum paniculatum, l'herbe-duvet, est une espèce de plantes monocotylédones de la famille des Poaceae, originaire des régions tropicales.
Ce sont des plantes herbacées vivaces, cespiteuses, dont les tiges (chaumes) peuvent atteindre 2 m de long, aux inflorescences composées de nombreux racèmes formant une panicule.
Paspalum paniculatum est une mauvaise herbe des cultures.
Des populations de Paspalum paniculatum ont été signalées comme résistantes au glyphosate depuis 2010  au Costa Rica dans des plantations de bananiers et de palmiers pêche (Bactris gasipaes).

## Description
Paspalum paniculatum est une  plante herbacée vivace, cespiteuse, dont les tiges (chaumes) dressées peuvent atteindre de 30 cm à 2 m de long. Les feuilles, au limbe effilé de 9 à 50 cm de long sur 6 à 25 mm de large, présentent une ligule membraneuse non ciliée de 2 à 3 mm de long.
L'inflorescence est une panicule composée de racèmes spiciformes, de 4 à 12 cm de long, dont le nombre varie de 7 à 60, disposés de manière unilatérale le long d'un axe central.
Les épillets fertiles, orbiculaires, comprimés dorsalement, de 1,3 à 1,4 mm de long, comprennent un fleuron basal stérile et un fleuron fertile, sans extension du rachillet.
Ils se détachent entiers lors de la désarticulation à maturité.
Ils ne présentent qu'une glume, la glume inférieure étant absente ou très réduite. La glume supérieure, orbiculaire, à apex obtus, membraneuse, de couleur brun foncé, est aussi longue que l'épillet.
Les fleurons stériles présentent une lemme elliptique, membraneuse, similaire à la glume supérieure. La lemme des fleurons fertiles, de 1 à 1,2 mm de long, est orbiculaire hémisphérique, gibbeuse, striée en surface.

## Distribution
L'aire de répartition originelle de Paspalum paniculatum s'étend dans les régions tropicales d'Afrique (Angola, Cameroun, Gabon, Libéria, Ouganda, Sao Tomé-et-Principe) et d'Amérique, du Mexique à l'Argentine, en incluant la plupart des pays d'Amérique centrale (Belize, Costa Rica, Le Salvador, Guatemala, Honduras, Nicaragua, Panama), des Caraïbes (Anguilla, Bahamas, Cuba, Dominique, Grenade, Guadeloupe, Hispaniola, Jamaïque, Martinique, Porto Rico, Saint-Christophe-et-Niévès, Sainte-Lucie) et d'Amérique du Sud (Argentine, Bolivie, Brésil, Colombie, Équateur, Guyane française, Guyana, Paraguay, Pérou, Suriname, Venezuela).
L'espèce s'est naturalisée dans la plupart des régions tropicales du monde, en Asie (Papouasie-Nouvelle-Guinée), en Australasie (Australie), en Amérique du Nord (États-Unis) et dans le  Pacifique (Micronésie).
Elle est également présente dans les îles de l'océan Indien : Comores, Madagascar, Île Maurice, La Réunion, Seychelles.

## Taxinomie
L'espèce Paspalum paniculatum a été décrite pour la première fois par Linné et publiée dans son Systema naturae en 1759.

### Synonymes
Selon Tropicos (28 septembre 2017) :
- Paspalum affine Bello, nom. illeg.
- Paspalum compressicaule Raddi
- Paspalum cordovense E.Fourn.
- Paspalum galmarra F.M.Bailey, nom. nud.
- Paspalum guineense Steud.
- Paspalum hemisphericum Poir.
- Paspalum multispica Steud.
- Paspalum paniculatum var.minus C.Moore
- Paspalum paniculatum var.minus Scribn., nom. illeg.
- Paspalum paniculatum var.rigidum Schltdl. ex E.Fourn.
- Paspalum polystachyum Salzm. ex Steud.
- Paspalum strictum Pers.
- Paspalum supinum Rupr. ex Galeotti, nom. illeg.

### Liste des sous-espèces et variétés
Selon Tropicos (27 septembre 2017) (Attention liste brute contenant possiblement des synonymes)  :
- sous-espèce Paspalum paniculatum subsp. paniculatum
- sous-espèce Paspalum paniculatum subsp. umbrosum (Trin.) Roseng., B.R. Arrill. & Izag.
- variété Paspalum paniculatum var. grandiflorum Döll
- variété Paspalum paniculatum var. minus S. Moore
- variété Paspalum paniculatum var. paniculatum
- variété Paspalum paniculatum var. rigidum Schltdl. ex E. Fourn.